# Bene (Ukraine)
Pour les articles homonymes, voir Bene (homonymie).
Bene (ukrainien : Бене, anciennement Беня [Benya], russe : Добросиля [Dobroszilja]) est un village ukrainien de Transcarpatie du raïon de Berehove. Sa population s'élève à 1 430 habitants en 2010.

## Géographie
Le village de Bene se trouve sur la rive droite de la rivière Borzsa, affluent de la Tisza, à 13 km au sud-est de Berehove.

## Histoire
La première mention écrite du village date de 1269 sous le nom de Bhene, dans une lettre de don du roi Béla IV de Hongrie à János et à ses fils Péter et Márton. Il apparaît de nouveau en 1333 dans les registres de dîme papale. La population autochtone du village est alors essentiellement composée de paysans pratiquant la sylviculture. L'ancienne église est construite dans la seconde moitié du XIVe siècle. Au Moyen Âge, une partie de la population de Bene est dans les mains des maîtres du château de Kovászó, situé dans les environs. Le village est détruit par les Tatars en 1567 et une seconde fois par les Polonais en 1657. Selon la tradition se trouve à la périphérie du village le lieu où se rassemblèrent les troupes Kuruc du prince François II Rákóczi lors de sa Guerre d'Indépendance (1703-1711). Le village a appartenu pendant plusieurs siècles à différentes familles de la noblesse hongroise: les Jakcs de Kusalyi, Erzsébet Szilágyi, les familles Dobó de Ruszka, Székely, Perényi, Matucsinai, Bélaváry, Rátonyi, Makkay, Vásárhelyi et Pogány. 
Le village fait partie jusqu'au traité de Trianon en 1919 du district de Beregszász, dans le comitat de Bereg du royaume de Hongrie au sein de l'Autriche-Hongrie. Il appartient par la suite à la Ruthénie subcarpathique de la Tchécoslovaquie. Bene intègre de nouveau la Hongrie de 1938 à 1945, année à partir de laquelle il fait partie de l'Union soviétique et, depuis 1990, de l'Ukraine. À l'époque soviétique, le village s'appelait Dobrosillja / Добросілля (russe: Доброселье / Dobroselje ). Son nom historique lui est rendu le 1er avril 1995.

## Population
En 1910, le village compte 689 habitants, principalement hongrois. Le village compte 1430 habitants en 2010 dont environ 90 % sont de langue maternelle hongroise. 

## Économie, intérêt
Les habitants du village vivent principalement de l'agriculture, de la culture maraîchère et fruitière (pêches et raisins). En outre, les services liés au tourisme rural se sont étendus au village, avec plus d'une douzaine de familles ayant des relations touristiques.
Le district local est l'un des endroits les plus chauds de la Transcarpatie. Le village est célèbre pour sa fabrication de vin et ses caves centenaires, creusées dans le tuf blanc des collines environnantes en 1916 par des prisonniers de l'armée italienne. La température des sous-sols y est constantes, de 12 à 13 °C.

## Monuments
- Église réformée, construite à la fin du XIVe siècle, détruite par les tatars et les polonais. Restaurée en 1670. Ravagée par un incendie en 1782 et restauré au XIVe siècle. Son intérieur était autrefois décoré de fresques. L'église bénéficie, soutenue par le gouvernement hongrois, d'une importante restauration en 1999 qui lui fait retrouver son aspect d'origine.
- Eglise catholique romaine, construite en 1940. Accueille la communauté catholique romaine et gréco-catholique.

## Galerie

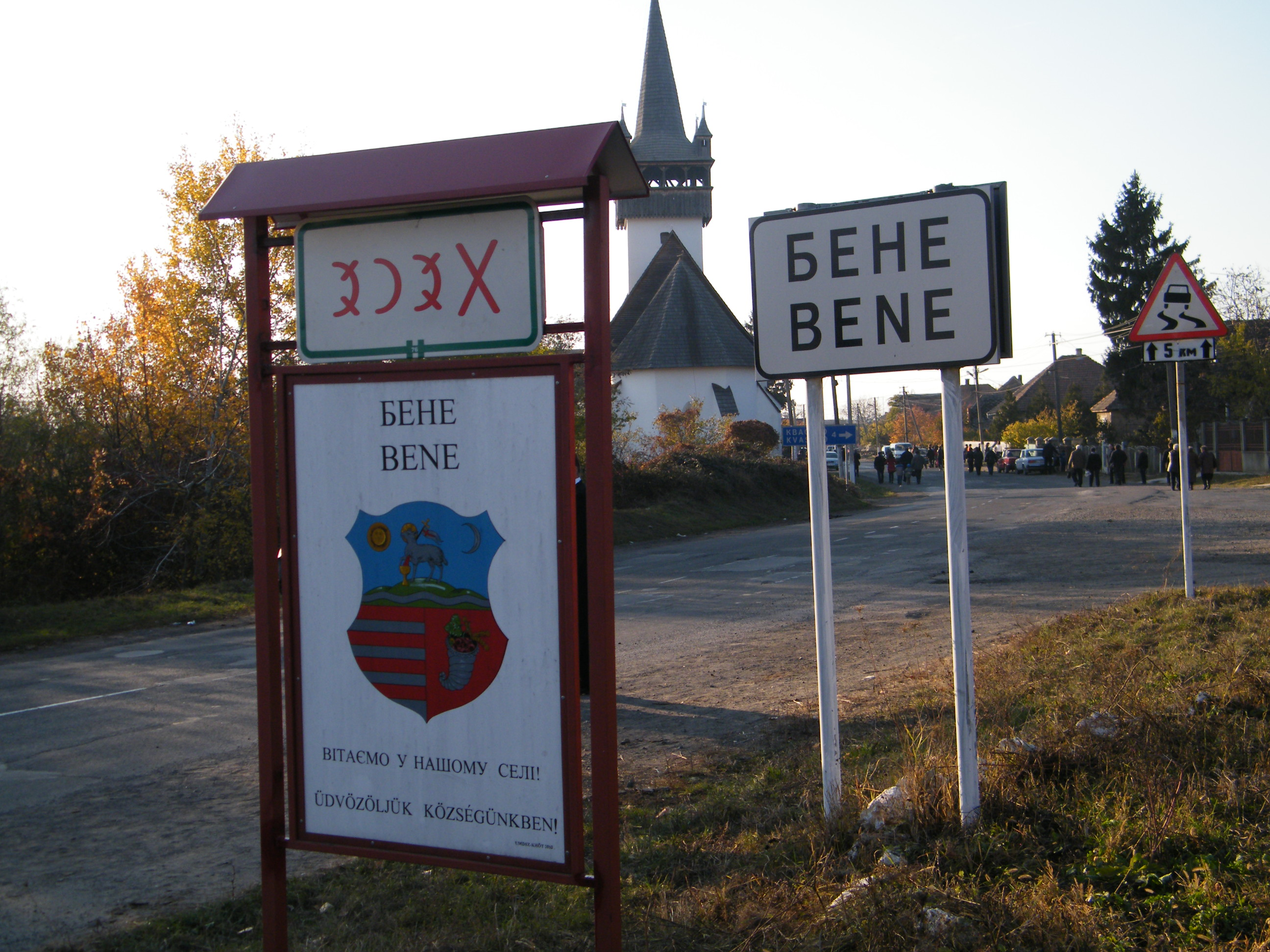
Entrée du village
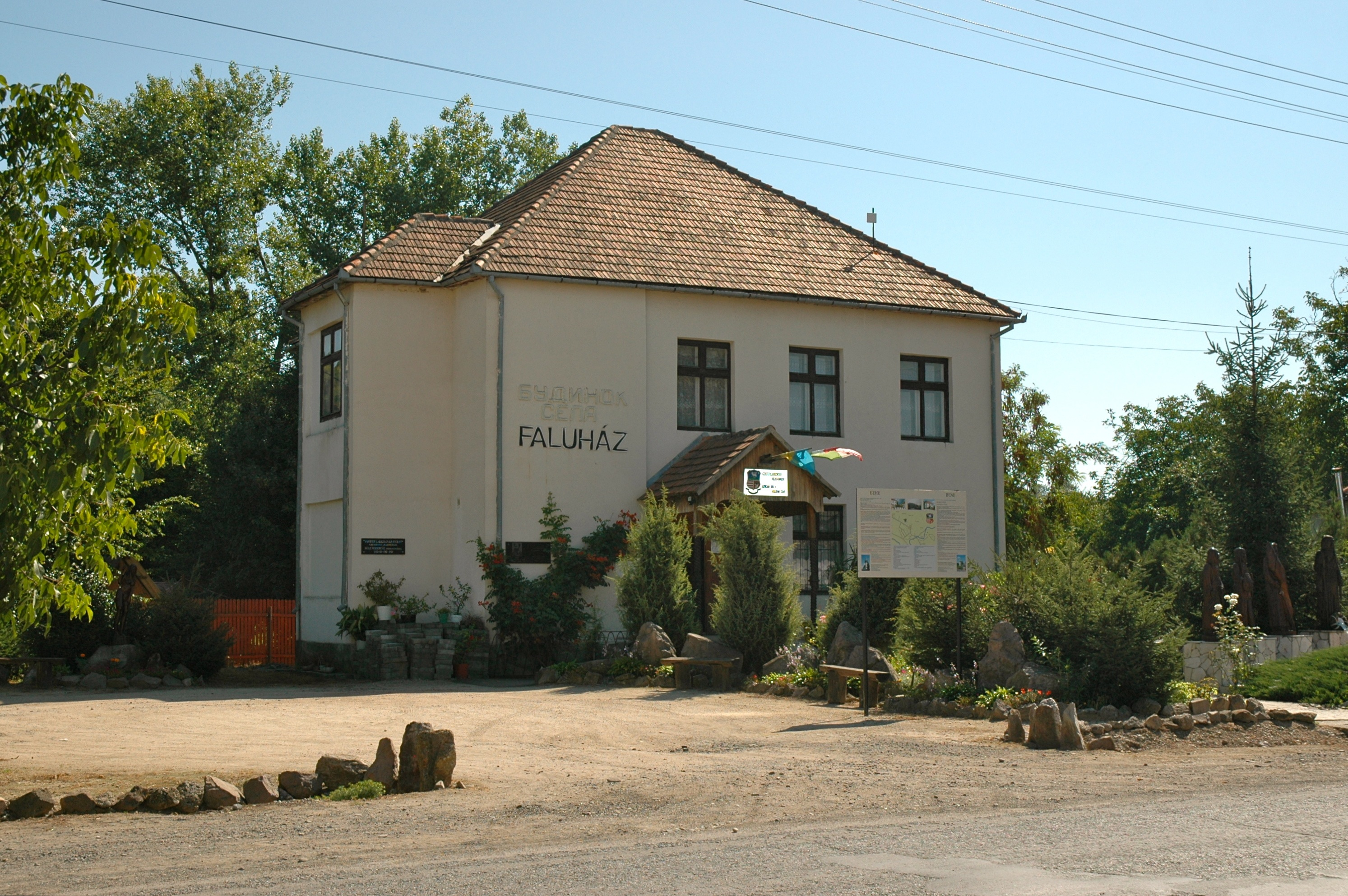
Maison communale de Bene
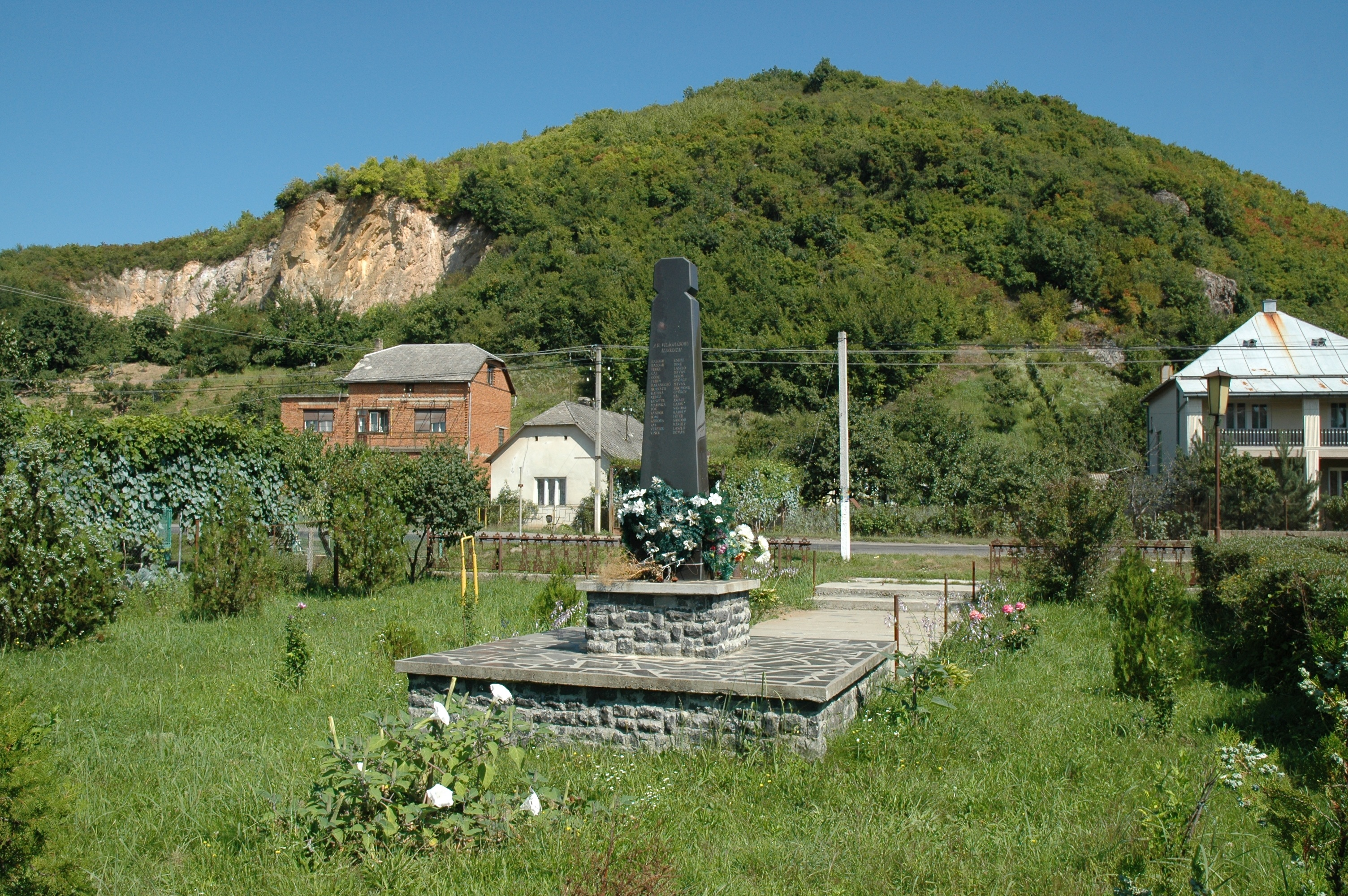
Mémorial des victimes de la Seconde Guerre mondiale et du stalinisme, dans la cour de l'école locale au centre du village.
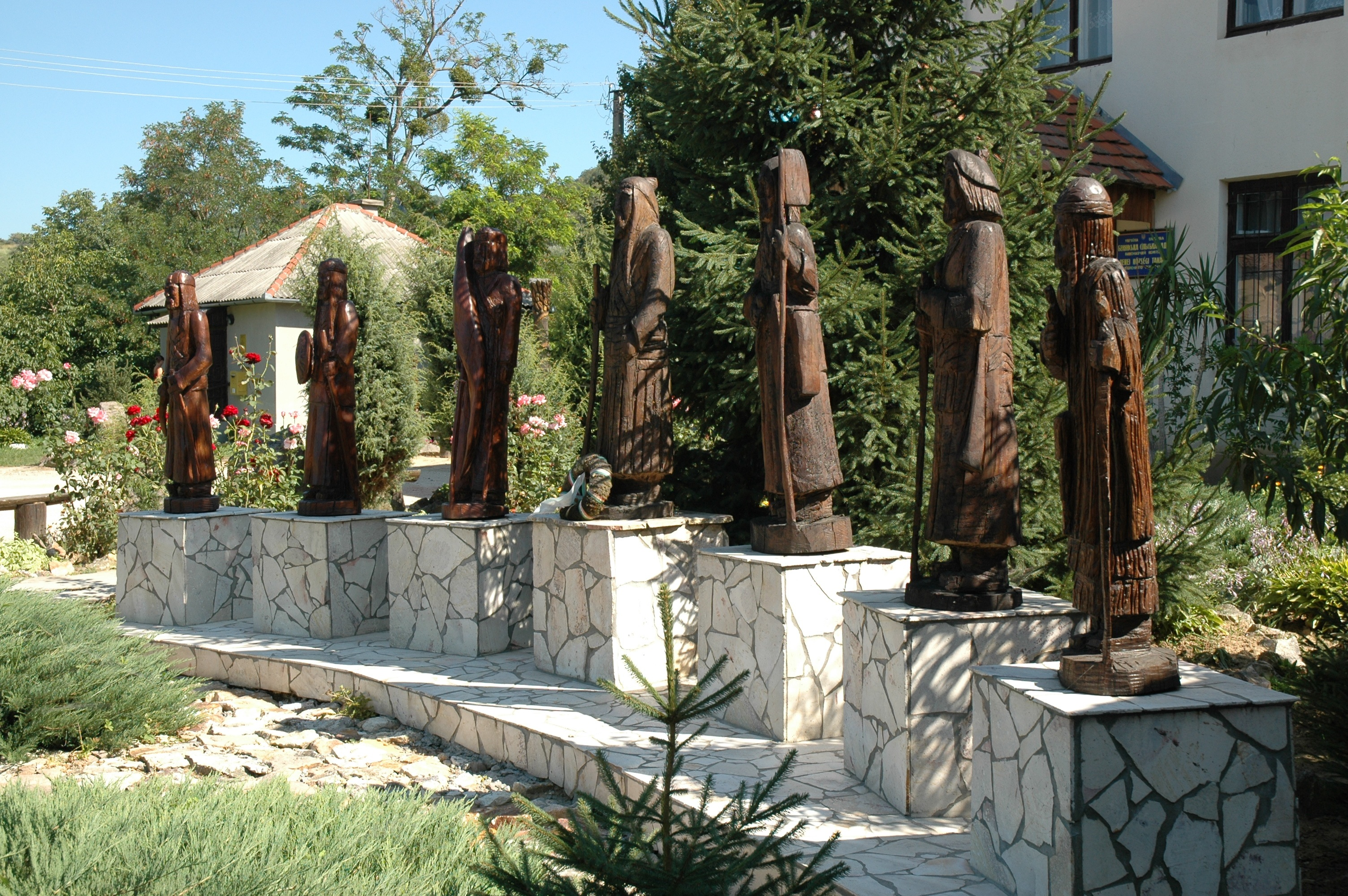
Sculptures sur bois de László Pintér des Sept chefs magyars, devant la maison communale
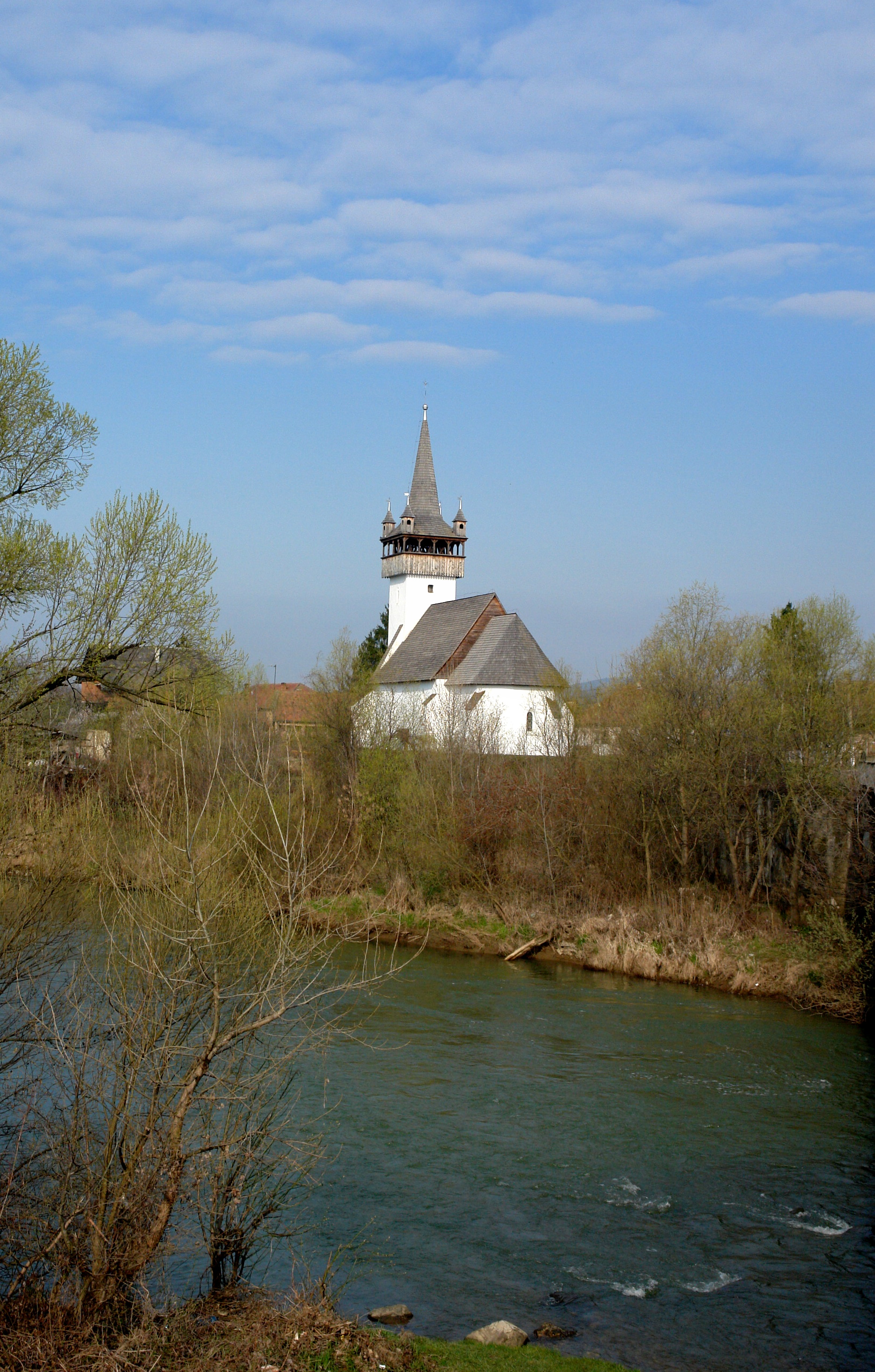
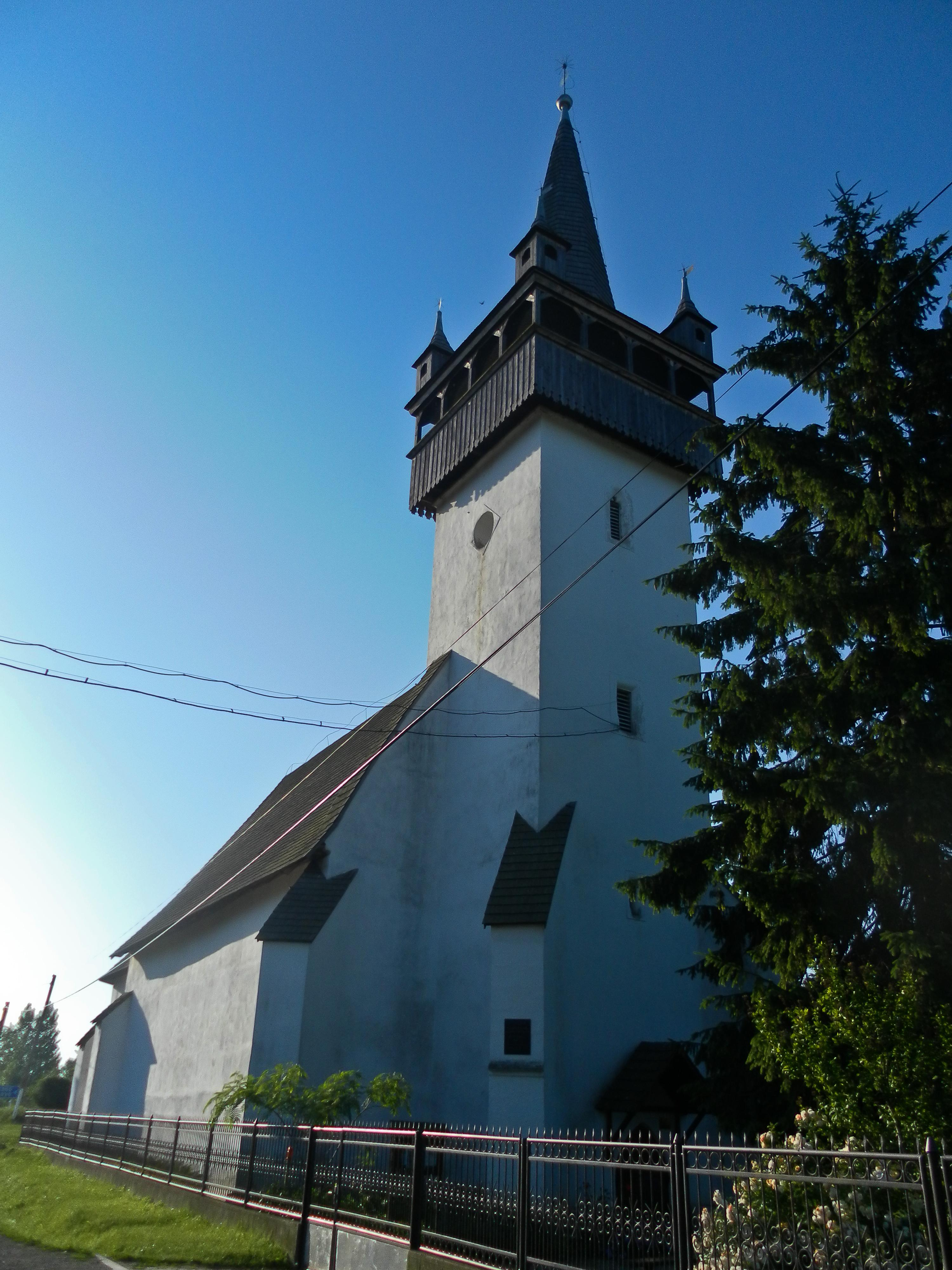
Eglise du Cœur de Jésus, de la fin du XIVe siècle
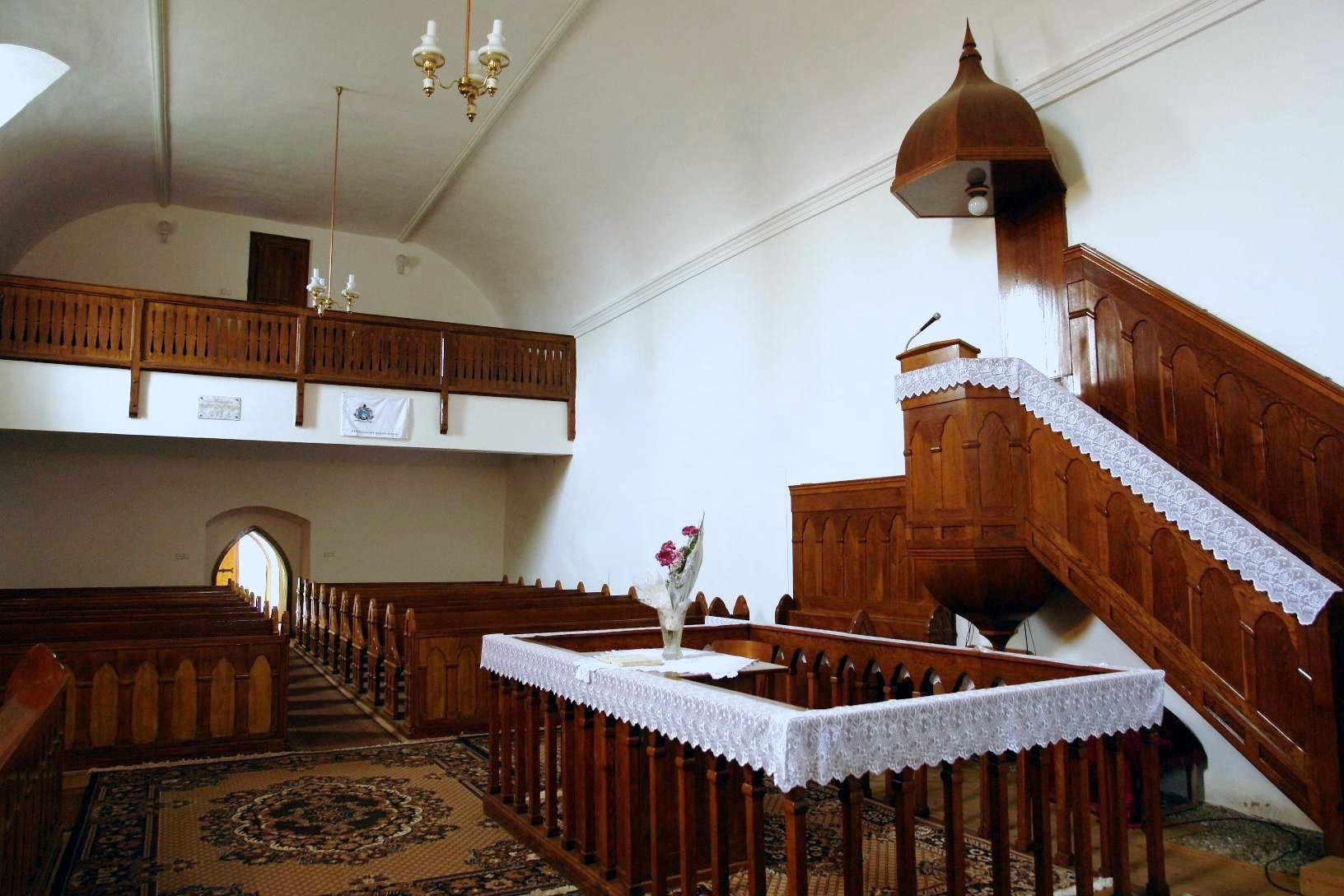
Intérieur de l'église
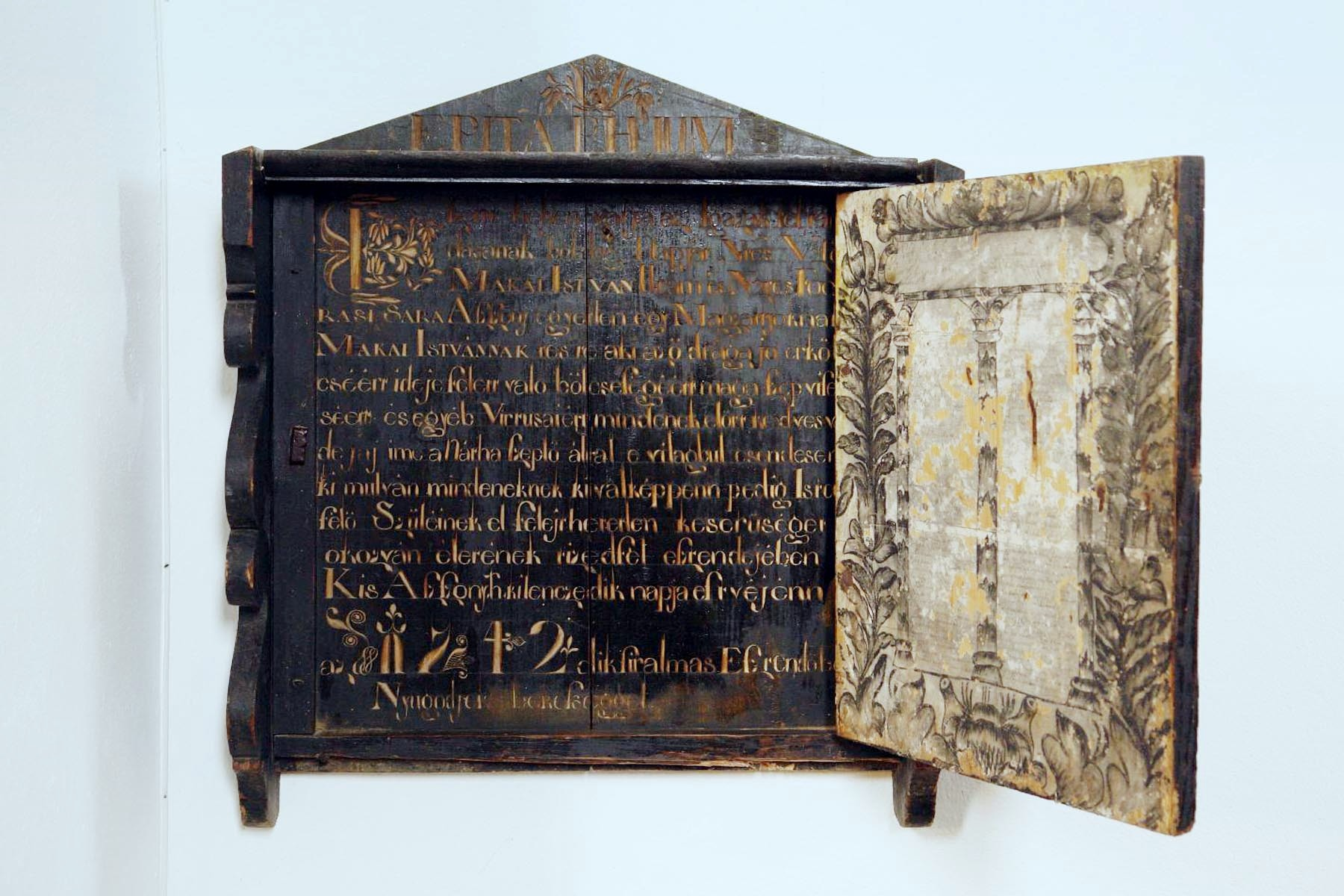
Epitaphe de István Makai de 1742 présent dans l'église

## Sources
- György Györffy: Beregvármegye ("Le comitat de Bereg")
- Tivadar Lehoczky: Bereg vármegye monographiája ("monographie du comitat de Bereg"),  Vol. III, Ungvár, 1881, pp. 65–72.